# Casa consistorial de Carcagente
La casa consistorial de Carcagente (Provincia de Valencia, España) se inauguró en el año 1847.
Del edificio de la Casa Consistorial, que es obra del arquitecto Salvador Escrich, que lo construyó siguiendo las directrices del estilo neoclásico; cabe destacar la armoniosa fachada y la sala de sesiones, en la que se pueden observar unas vigas de madera con remarcable ornamentación. Presenta planta baja, planta noble y cámara, accediéndose a las diferentes plantas  mediante una gran escalera. Su planta es trapezoidal y se ha construido en torno al patio central.